# 愛のり号
コミュニティバス「愛のり号」は兵庫県上郡町のコミュニティバスである。

## 概要
愛のり号は、住民の利便性の向上や生活交通を確保することを目的に、兵庫県上郡町において2012年(平成24年)2月から運行を開始したコミュニティバスであり、2023年1月時点で7系統が運転されている。
2022年10月に運行エリアの拡大とダイヤ改正を行い、通勤通学需要への対応を行っている。
すべての路線がJR西日本山陽本線と智頭急行智頭線の上郡駅発着となっている。また、同町内には愛のり号の他に、ウイング神姫が運行する路線バスや東備西播定住自立圏圏域バス「ていじゅうろう」、播磨科学公園都市圏域定住自立圏圏域バス「てくてくバス」といったバス路線がある。

## 運行系統
下記の7系統が運行されており、すべての路線が祝日と年末年始(12/29～1/3)を除く月曜日から土曜日のみの運行となっている。
運行時間は6時台から20時台である。
- 赤松線
- 岩木線
- 船坂・梨ケ原線
- 工業団地線
- まちなか周回線
- 高田・高田台線
- 鞍居・光都線

まちなか周回線のみ2方面に分かれており、いずれも周回運行となっている。

## 運賃
全路線、均一運賃となっており、大人(12歳以上)は1乗車当たり200円となっている。
小児運賃は1歳未満は無料、未就学児は大人1人につき1人まで無料で2人目以降は100円、小学生は100円である。